# Estadio Nacional Somhlolo
El Estadio Nacional Somhlolo (en inglés: Somhlolo National Stadium) es un estadio multiusos que se encuentra en Lobamba (Suazilandia). Se usa para la práctica de fútbol y de atletismo. Tiene una capacidad de 20.000 personas.

## Historia
Fue inaugurado en 1968 y su nombre se debe al Rey Sobhuza I de Suazilandia (Somhlolo), quien es considerado el padre de la patria. El estadio suele ser utilizado por la Selección de fútbol de Suazilandia.